# Aviz (miasto)
Avis – miejscowość w Portugalii, leżąca w dystrykcie Portalegre, w regionie Alentejo w podregionie Alto Alentejo. Miejscowość jest siedzibą gminy o tej samej nazwie.

## Demografia
| Liczba ludności gminy Avis (1801–2011) | Liczba ludności gminy Avis (1801–2011) | Liczba ludności gminy Avis (1801–2011) | Liczba ludności gminy Avis (1801–2011) | Liczba ludności gminy Avis (1801–2011) | Liczba ludności gminy Avis (1801–2011) | Liczba ludności gminy Avis (1801–2011) | Liczba ludności gminy Avis (1801–2011) | Liczba ludności gminy Avis (1801–2011) | Liczba ludności gminy Avis (1801–2011) |
| -------------------------------------- | -------------------------------------- | -------------------------------------- | -------------------------------------- | -------------------------------------- | -------------------------------------- | -------------------------------------- | -------------------------------------- | -------------------------------------- | -------------------------------------- |
| 1801                                   | 1849                                   | 1900                                   | 1930                                   | 1960                                   | 1981                                   | 1991                                   | 2001                                   | 2004                                   | 2011                                   |
| 3 032                                  | 3 732                                  | 6 113                                  | 7 880                                  | 8 977                                  | 5 890                                  | 5 686                                  | 5 197                                  | 5 054                                  | 4 559                                  |

## Sołectwa
Sołectwa gminy Avis (ludność wg stanu na 2011 r.)
- Alcôrrego – 401 osób
- Aldeia Velha – 280 osób
- Avis – 1840 osób
- Benavila – 861 osób
- Ervedal – 548 osób
- Figueira e Barros – 309 osób
- Maranhão – 63 osoby
- Valongo – 257 osób